# Ludvik XII. Francoski
Ludvik XII., francoski kralj iz rodbine Valoijcev, * 27. junij 1462, Blois; † 1. januar 1515 Hôtel du Roi, del Hôtel des Tournelles v Parizu.
Edini sin orléanškega vojvode Karla in njegove tretje žene Marije Klevske je Franciji vladal v letih 1498-1515. Izviral je iz stranske linije rodbine Valoijcev, iz rodbine Valois-Orléans, vendar je po smrti Ludvika XI. (1483) z orožjem zahteval regentstvo nad mladoletnim kraljem Karlom VIII. (* 1470). Toda leta 1488 je bil poražen v bitki pri Saint-Aubin-du-Cormier in je bil tri leta v ujetništvu. Na prestol se je povzpel po smrti Karla VIII.
Nasledil ga je zet Franc I., saj ni imel zakonitih moških naslednikov.